# Револькадорес
Револькадорес (исп. Macizo de Revolcadores) — горный хребет системы Кордильера-Пребетика.
Высота — до 2014 м над уровнем моря, это высочайшая точка региона Мурсия. Ранее самым высокой вершиной считался пик Револькадорес, его высота определялась от 1960 м до 2027 м. Но последние измерения SNIG (Servicio Nacional de Información Geográfica de España — Национальная служба географической информации Испании) показали, что высота его 1999 м, а высшей точкой массива является гора Лос-Обиспос (Los Obispos — «Епископы») — 2014 м.
Административно Револькадорес относится к муниципалитета Мораталья. На южных склонах на высоте 1290 м расположена деревня Каньяда-де-ла-Крус
Револькадорес — популярное место для горного туризма в регионе, здесь долгое время лежит снег. Однако переменчивость погоды, внезапные сильные ветра и частый туман создают трудности.